# Rainer de Huy

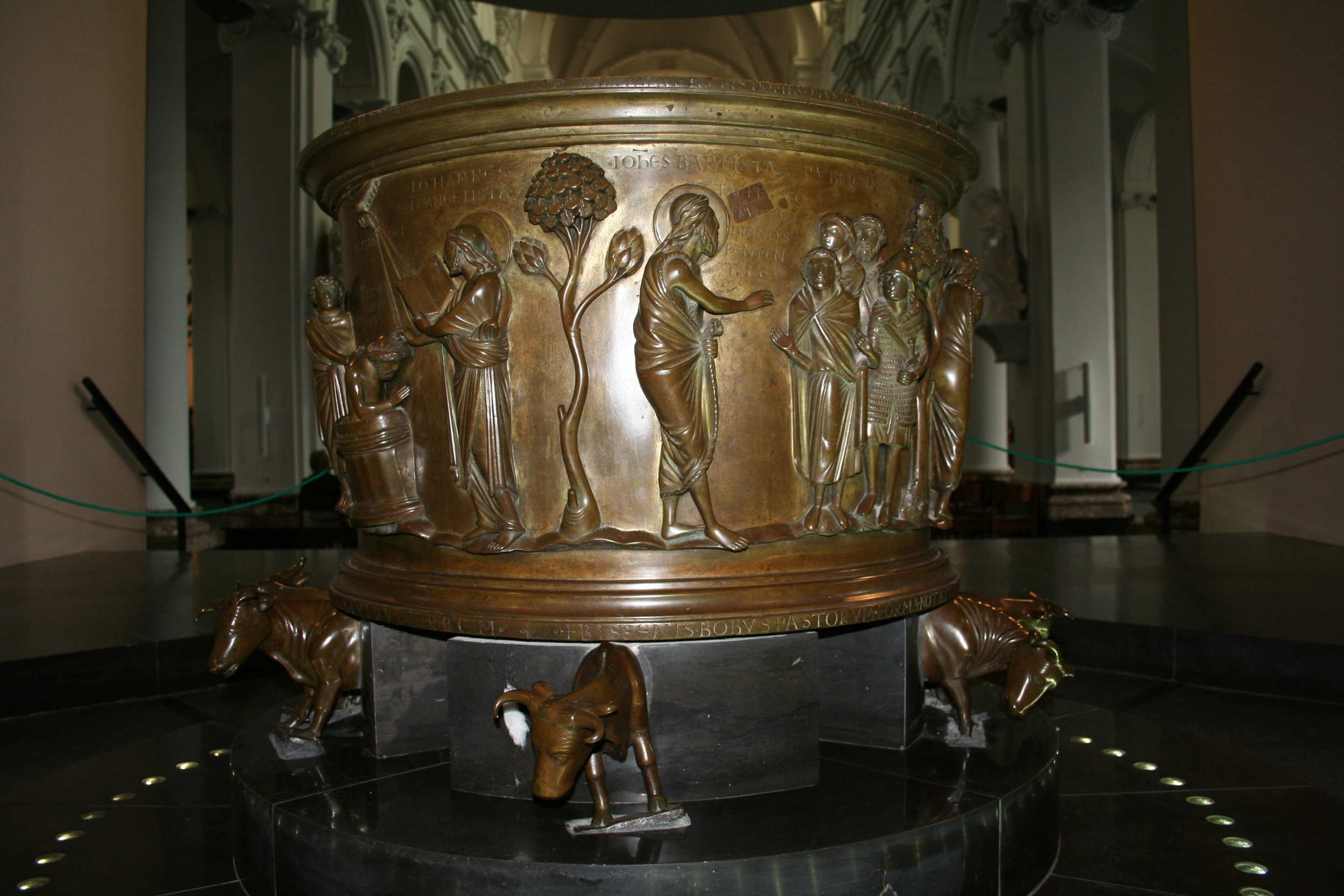
Pia batismal de Renier de Huy

Rainer de Huy foi um escultor da Bélgica ativo no século XII. Foi considerado um dos mais importantes de sua época. Sua obra mais conhecida é a pia batismal da Igreja de Notre-Dame-des-Fonts em Liège. Seu estilo naturalista foi influente na consolidação da estética do Alto Gótico.